# 弗洛朗·莫雷特
弗洛朗·莫雷特（法語：Florent Mollet；1991年11月19日—）是一位法國足球運動員，在場上的位置是中場。現效力於法甲球隊南特。

## 職業生涯
2023年1月27日，莫雷特與南特簽約兩年半。